# Giro podaljšana tristrana bikupola
| Giro podaljšana tristrana bikupola | Giro podaljšana tristrana bikupola |
| ---------------------------------- | ---------------------------------- |
| Rhombohedron                       |                                    |
| Vrsta                              | Johnsonovo telo J43-J44-J45        |
| Stranske ploskve                   | 2+3.6 trikotnikov 6 kvadratov      |
| Robovi                             | 42                                 |
| Oglišča                            | 18                                 |
| Dualni polieder                    | -                                  |
| Konfiguracija oglišča              | 6(3.4.3.4) 2.6(34.4)               |
| Simetrijska grupa                  | D3                                 |
| Lastnosti                          | konveksna, kiralna                 |
| mreža telesa                       |                                    |

Giro podaljšana tristrana bikupola je eno izmed Johnsonovih teles (J44). Že ime nakazuje, da jo dobimo z giro podaljševanjem (glej Johnsonovo telo) tristrane bikupole (lahko J27 ali kubooktaedra) tako, da vrinemo šeststrano antiprizmo med njeni skladni polovici.

## Prostornina in površina
Naslednja izraza za prostornino (V) in površino (P) sta uporabna za vse stranske ploskve, ki so pravilne in imajo dolžino roba 1 
{\displaystyle V={\sqrt {2}}({\frac {5}{3}}+{\sqrt {1+{\sqrt {3}}}})a^{3}\approx 4,69456...a^{3}}
{\displaystyle P=(6+5{\sqrt {3}})a^{2}\approx 14,6603...a^{2}}